# Марія Естеве
Марія Естеве (ісп. María Esteve Flores; нар. 30 грудня 1974 року, Мар-дель-Плата, Аргентина) — іспанська акторка.

## Біографія
Марія Естеве народилася 30 грудня 1974 року у Мар-дель-Платі. Перший успіх в кінокар'єрі здобула у 1998 році після виходу стрічки "Нічого в холодильнику". За роль у фільмі Естеве була номінована на премію "Гойя" у категорії "найкращий жіночий акторський дебют". У 2003 році Марія Естеве знову стала номінанткою на премію "Гойя" (у категорії "найкраща жіноча роль другого плану") за роль у картині Еміліо Мартінеза Лазаро "Інша сторона ліжка". Крім роботи в кінематографі, Марія Естеве також працює на телебаченні та бере участь в рекламних проєктах.

## Вибіркова фільмографія
- Інша сторона ліжка (2002)[3]
- Менсака (1998)